# Arrochadeira
L'Arrochadeira è un genere fusion derivante dalla miscela di arrocha e swingueira.
Il genere è emerso all'inizio del decennio 2010 nello stato di Bahia, avendo come principali influenze la strumentazione e le percussioni elettroniche provenienti dalla swingueira e la composizione con testi a doppio significato provenienti dall'arrocha, con forte evidenza del forró elettronico. Il successo regionale finì per attrarre diversi artisti dal pagode baiano, ma la prima canzone di ripercussione nazionale del genere fu "Metralhadora", di Banda Vingadora.